# 瓦恰馬卡里峰
03°50′47″N 65°45′22″W / 3.84639°N 65.75611°W
瓦恰馬卡里峰（西班牙語：Cerro Huachamacari，也拼做Huachamakari或Kushamakari）是委內瑞拉的山峰，位於該國南部亞馬遜州，處於杜伊達峰西北面，屬於杜伊達-馬拉瓦卡國家公園的一部分，海拔高度2,358米，山峰面積1,089平方公里。